# Orden Nacional de San Lorenzo
La Orden Nacional de San Lorenzo fue establecida como una condecoración de orden militar por el presidente de la Primera Junta de Gobierno Autónoma de Quito, su alteza serenísima don Juan Pío Montúfar, II Marqués de Selva Alegre, mediante decreto emitido el 17 de agosto de 1809 en la Sala Capitular del Convento de San Agustín; una vez desaparecida la Junta, cuyos miembros fueron todos condecorados, la Orden también dejó de existir por más de un siglo.
Fue restaurada por el presidente ecuatoriano Camilo Ponce Enríquez el 10 de agosto de 1959. Finalmente se reestructuró la ley para su otorgamiento el 4 de junio de 2001, durante la presidencia Gustavo Noboa Bejarano. En la actualidad constituye la más alta Condecoración de Ecuador, tanto en los campos civil como militar.

## Historia
La historia de esta condecoración se remonta a la creación de la Primera Junta de Gobierno Autónoma de Quito, el 10 de agosto de 1809.

### Creación por Juan Pío Montúfar
Una vez suscitados los hechos del 10 de agosto de 1809, en el que el pueblo quiteño depuso a las autoridades españolas de la Real Audiencia de Quito, y confinó a un encierro a Manuel Ruiz Urriés de Castilla, I conde Ruíz de Castilla, se empezaron a delimitar las directrices que el nuevo gobierno local tomaría. La Primera Junta de Gobierno Autónoma de Quito se estableció oficialmente en una ceremonia celebrada el 17 de agosto, en la Sala Capitular del convento de San Agustín, donde Juan Pío Montúfar asume la presidencia de la misma con el trato de Su Alteza Serenísima. Montúfar, quien era además II Marqués de Selva Alegre, decidió crear ese mismo día la “Orden de la Gran Cruz de San Lorenzo”, nombrada así debido a que el día en que el pueblo se había hecho con el mando, es decir el 10 de agosto, se celebraba el santoral de San Lorenzo Mártir. La Orden era de carácter militar y fue creada, según reza el decreto «para condecorar a los beneméritos (infraescritos Diputados de la Junta) y eternizar tan gloriosa fecha, convirtiéndose Montúfar en el primer Gran maestre de la Orden».
La entrega de las condecoraciones de la Orden estaba sujeta a discreción de Su Alteza Serenísima y sus sucesores, es decir los siguientes presidentes del gobierno quiteño. Durante esta, la primera etapa de la Orden, solo fue otorgada a los miembros de la Junta y a unos cuantos militares de la Falange de Quito, pero después de la caída de la revolución y el regreso del mando de la Audiencia a las autoridades españolas, esta fue desconocida y cayó en desuso.

### Rehabilitación por Camilo Ponce
Después de la independencia definitiva de los territorios que conforman la actual República del Ecuador, y durante la presidencia del Dr. Camilo Ponce Enríquez (1956-1960), la Orden de la Gran Cruz de San Lorenzo fue restaurada bajo el nombre de Orden Nacional de San Lorenzo como parte de los festejos conmemorativos a los 150 años de la gesta de 1809. Se restableció mediante decreto ejecutivo N°1329 del 10 de agosto de 1959, y fue publicado en el Registro Oficial N°923 del 19 de septiembre de ese mismo año, reconociendo además a los primeros condecorados por la Junta de Gobierno presidida por Montúfar.

### Reestructuración por Gustavo Noboa
A fin de satisfacer plenamente los requisitos de la orden creada por los patriotas quiteños el 10 de agosto de 1809, el presidente Gustavo Noboa Bejarano actualizó la reglamentación existente para el otorgamiento de la Orden Nacional de San Lorenzo, que desde entonces pasa a llamarse únicamente Orden de San Lorenzo, con el título previo de Condecoración Nacional, y una estructura más rígida. El decreto ejecutivo fue emitido el 4 de junio de 2001, y publicado en el registro oficial N°1566-A del 4 de septiembre de ese mismo año.

## Reglamento para la concesión
La Condecoración Nacional de la "Orden de San Lorenzo" es de carácter civil y comprende tres grados: Gran Collar, Gran Cruz y Gran Oficial. Se otorga a destacadas personalidades nacionales y extranjeras, que hubieren demostrado fehacientemente sus méritos; siendo la entrega de las mismas discernidas por el Presidente de la República, a propuesta del Ministro de Relaciones Exteriores.
La Dirección General de Protocolo del Ministerio de Relaciones Exteriores es la encargada de guardar las insignias y diplomas, llevando un registro detallado de las condecoraciones otorgadas, con la anotación correspondiente.

## Los grados y distinciones
Los Grados de la Orden son tres: Gran Collar, Gran Cruz y Gran Oficial:

### Gran Collar
El Gran Collar está destinado para el Jefe del Estado Ecuatoriano, como Jefe Supremo de la Orden, y para los jefes de Estado, monarcas y príncipes reales vinculados a monarquías reinantes y en ejercicio de funciones específicas. Este es otorgado únicamente por decisión del Presidente de la República de Ecuador.
La joya de esta distinción está compuesta por una cadena de oro viejo de 100 centímetros de extensión y un ancho de cuatro centímetros, cuyos eslabones reproducen, alternadamente, el escudo del Ecuador, los cañones que adornan el frontispicio del Palacio de Carondelet y el Sello de la Orden, con las iniciales S.L. (San Lorenzo) sobre una parrilla. De esta cadena cuelga la medalla de la Gran Cruz, suspendida en una corona de laureles en oro.

### Gran Cruz
Para recibir la condecoración en el grado de Gran Cruz se requiere ser Jefe de Gobierno, Vicepresidente, Príncipe Heredero o miembro de alguna Casa Real. También pueden acceder a ella quienes hayan recibido previamente la Gran Cruz de la Orden Nacional al Mérito, ser o haber sido Presidente de la Asamblea Nacional, Presidente de la Corte Suprema de Justicia, Ministro de Estado. Secretario General de la Administración Pública, Cardenal de la iglesia católica, jefe del Comando Conjunto de las Fuerzas Armadas, general de Ejército, Almirante, general del Aire, comandante general de la Policía Nacional o embajador del Servicio Exterior de la República.
La joya de esta distinción consiste en una medalla de oro viejo alternado con oro brillante, de ocho centímetros de diámetro, esmaltada en rojo en sus extremos y una parte del círculo central con un ribete negro en el que consta la leyenda "República del Ecuador - 10 de agosto de 1809", y en el centro presenta una parrilla en oro sobre la que inscribirán las iniciales S.L. (San Lorenzo). Los poseedores de la Gran Cruz deben llevarla terciada al pecho, con una banda roja de diez centímetros de ancho, con filetes negros a uno y otro lado de un centímetro de ancho, en cuya parte interior suspende una roseta de la que penderá la medalla, de las mismas características anteriores de cuatro centímetros de diámetro. Para las damas, la banda es similar, pero de ocho centímetros de ancho.

### Gran oficial
Para recibir la condecoración en el grado de Gran Oficial se necesita, además de haber recibido una medalla de Gran Oficial de la Orden Nacional Al Mérito, ser o haber sido comandante general del Ejército, comandante general de la Armada, comandante general de la Fuerza Aérea, legislador, alcalde, prefecto provincial, arzobispo de la iglesia católica, general de Brigada o de División de la República, contralmirante o vicealmirante, brigadier general, teniente General o General de la Policía. La joya de esta distinción consiste en una medalla de oro, similar a la de la Gran Cruz. Para las damas, la medalla estará suspendida por un anillo dorado y un lazo de color rojo con ribetes negros a ambos lados.

### Diplomas
Los diplomas son autorizados por las firmas del Presidente Constitucional de la República y del Ministro de Relaciones Exteriores, y refrendadas por el director general de Protocolo de la Nación.

## Miembros de la Orden
Miembros de la Orden de San Lorenzo